# Friedrich Haider (Volkskundler)
Friedrich Haider (* 3. April 1921 in Pettnau, Tirol; † 29. Jänner 2009) war ein österreichischer Volkskundler, Brauchtumsforscher und Rundfunkmitarbeiter.

## Leben
Friedrich Haider besuchte die Schule in Pettnau und in Innsbruck. Er leistete Kriegsdienst und geriet bis August 1945 in englische Kriegsgefangenschaft. Danach studierte er an der Universität Innsbruck Geschichte, Geographie, Volkskunde und Kunstgeschichte, und promovierte 1951 mit einer Dissertation über die Geschichte der ersten 25 Jahre des Tiroler Bauernbundes. Er arbeitete als Gemeindesekretär und betrieb die Wiedergründung der Volksbühne Pettnau, deren Spielleiter er später auch wurde. Er war Gründungsmitglied des Landesverbandes Tiroler Volksbühnen, Redakteur bei der Tiroler Bauernzeitung und Herausgeber des Tiroler Bauernkalenders. Von 1952 bis 1982 arbeitete er hauptberuflich beim ORF-Radio Tirol als Hauptreferent für Volkskultur mit den Schwerpunkten Landeskunde, Brauchtum, Volksschauspiel und Mundartdichtung. Er gestaltete fast 8.000 Rundfunksendungen.

## Auszeichnungen
- Ehrenzeichen der Universität Innsbruck
- Ehrenzeichen des Landes Tirol
- Goldenes Ehrenzeichen des Tiroler Bauernbundes

## Werke
- 25 Jahre Tiroler Bauernbund 1904–1929. Dissertation, Universität Innsbruck, 1951, als Buch veröffentlicht 1989
- Tiroler Brauch im Jahreslauf. Innsbruck 1968 (weitere Auflagen 1985, 1990)
- Ein Stübele voll Sonnenschein. Innsbruck 1972
- Friedrich Haiders Immerwährender Tiroler Kalender. Rosenheim 1974
- Innsbrucker Karpfen, Bozner Seligkeiten. Eine vergnügliche Lesereise durch die Orte und Gegenden Nord-, Süd- und Osttirols mit ihren Über-, Spitz-, Spott- und Necknamen. Innsbruck 1988
- Biblische und frühchristliche Stätten in nichtchristlichen Ländern. Innsbruck 1997
- Tiroler Ehr. 2006